# Phyllonemus
Phyllonemus — рід риб з підродини Claroteinae родини Claroteidae ряду сомоподібних. Має 3 види.

## Опис
Загальна довжина представників цього роду коливається від 7,8 до 8,8 см. Голова і тулуб витягнуті. Морда дещо загострена. Очі помірно великі. Є 4 пари вусів, з яких найдовшими є ті, що тягнуться з кутів рота. Спинний плавець доволі високий, з нахилом, основа у нього середньої довжини. Жировий плавець невеличкий. Грудні плавець з короткою основою, звужені. Анальний плавець помірно широкий. Хвостовий плавець витягнутий, широкий, з клиноподібною виїмкою.
Забарвлення переважно коричневе з різними відтінками. Черево кремове або білувате.

## Спосіб життя
Зустрічаються в прибережних, не глибше 20 м, кам'янистих грядах. Денний час проводять під камінням або в ущелинах скель. Вночі виходять на полювання. Живляться креветками, хробаками і дрібною рибою із ряду оселедцеподібних.
Відкладають ікру. Самець або самиця тримають їх в роті, поки не з'являться мальки.

## Розповсюдження
Є ендеміками озера Танганьїка.

## Види
- Phyllonemus brichardi
- Phyllonemus filinemus
- Phyllonemus typus